# Russie aux Jeux mondiaux de 2017
Cet article contient des informations sur la participation et les résultats de la Russie aux Jeux mondiaux de 2017 à Wrocław en Pologne.

## Médailles

### Or
| Sport                                 | Discipline                        | Sportifs |
| Médaille d'or : 28 (+2 démonstration) |                                   | |
| Escalade                              | Femmes - Vitesse                  | Iuliia Kaplina |
| Force athlétique                      | Femmes - Poids légers             | Natalia Salnikova |
| Force athlétique                      | Hommes - Poids légers             | Sergey Fedosienko |
| Gymnastique acrobatique               | Femmes - Duo                      | Daria Guryeva Daria Kalinina |
| Gymnastique acrobatique               | Femmes - Groupe                   | Daria Chebulanka Polina Plastinina Kseniya Zagoskina |
| Gymnastique acrobatique               | Mixte - Duo                       | Marina Chernova Georgii Pataraia |
| Gymnastique aérobic                   | Step mixte                        | Russie - Danil Chaiun (pl) - Anastasiia Degtiareva - Iriia Dobriagina - Aleksei Germanov (pl) - Anastasiia Gvozdetskaia - Veronika Korneva (pl) - Ekaterina Pykhtova (pl) - Anastasia Ziubina (pl) |
| Gymnastique rythmique                 | Cerceau                           | Arina Averina |
| Gymnastique rythmique                 | Ballon                            | Arina Averina |
| Gymnastique rythmique                 | Massues                           | Dina Averina |
| Gymnastique rythmique                 | Ruban                             | Arina Averina |
| Ju-jitsu                              | Hommes - Combat -77 kg            | Ilia Borok (en) |
| Muay-thaï                             | Femmes -60 kg                     | Svetlana Vinnikova |
| Nage avec palmes                      | Femmes - 100 m surface            | Ekaterina Mikhaylushkina |
| Nage avec palmes                      | Femmes - 200 m surface            | Valeriya Baranovskaya |
| Nage avec palmes                      | Femmes - relais 4 x 100 m surface | Russie - Valeriya Baranovskaya - Anna Ber - Ekaterina Mikhaylushkina - Aleksandra Skurlatova (ru)                                                                                                  |
| Nage avec palmes                      | Hommes - 50 m apnée               | Pavel Kabanov (ru) |
| Nage avec palmes                      | Hommes - 100 m surface            | Dmitrii Zhurman |
| Nage avec palmes                      | Hommes - 200 m surface            | Dmitrii Zhurman |
| Nage avec palmes                      | Hommes - relais 4 x 100 m surface | Russie- Pavel Kabanov (ru) - Aleksey Kazantsev - Dmitrii Kokorev - Dmitrii Zhurman |
| Nage avec palmes                      | Hommes - 50 m bi-palmes           | Andrey Arbuzov |
| Sumo                                  | Femmes - Poids lourds             | Anna Poliakova (en) |
| Sumo                                  | Femmes - Open                     | Anna Poliakova (en) |
| Sumo                                  | Hommes - Poids légers             | Batyr Altyev |
| Sumo                                  | Hommes - Poids moyens             | Atsamaz Kaziev |
| Sumo                                  | Hommes - Poids lourds             | Vasilii Margiev |
| Sumo                                  | Hommes - Open                     | Vasilii Margiev |
| Trampoline                            | Hommes - Trampoline Duplo-Min     | Mikhail Zalomin (en) |
| Kick-boxing (dem.)                    | Femmes 52 kg                      | Anna Poskrebysheva |
| Kick-boxing (dem.)                    | Hommes 91 kg                      | Igor Darmeshkin |

### Argent
| Sport                   | Discipline                | Sportifs |
| Médaille d'argent : 21  |                           | |
| Course d'orientation    | Femmes - Moyenne distance | Natalia Gemperle |
| Danse sportive          | Danses latines            | Armen Tsaturyan (ru) Svetlana Gudyno |
| Danse sportive          | Danses standards          | Olga Kulikova Dmitry Zharkov |
| Danse sportive          | Rock'n'Roll               | Konstantin Chistikov Ksenia Osnovina |
| Force athlétique        | Femmes - Poids moyens     | Anna Ryzhkova (ru) |
| Force athlétique        | Hommes - Poids lourds     | Dmitry Inzarkin (ru) |
| Gymnastique acrobatique | Hommes - Duo              | Igor Mishev Nikolay Suprunov |
| Gymnastique aérobic     | Danse mixte               | Russie - Danil Chaiun (pl) - Garsevan Dzhanazian - Kirill Kulikov (pl) - Kirill Lobaznyuk - Roman Semenov - Anton Shishigin - Denis Shurupov - Aleksei Zhuravlev |
| Gymnastique rythmique   | Cerceau                   | Dina Averina |
| Gymnastique rythmique   | Ballon                    | Dina Averina |
| Gymnastique rythmique   | Ruban                     | Dina Averina |
| Ju-jitsu                | Hommes - Combat -69 kg    | Pavel Korzhavykh (en) |
| Ju-jitsu                | Hommes - Combat -85 kg    | Denis Belov |
| Ju-jitsu                | Équipes mixtes            | Russie - Pavel Korzhavykh (en) - Ilia Borok (en) - Denis Belov - Abdulbari Guseinov - Olga Medvedeva - Zainutdin Zainukov                                        |
| Muay-thaï               | Femmes -54 kg             | Valeriya Drozdova |
| Muay-thaï               | Hommes -57 kg             | Aleksandr Abramov |
| Muay-thaï               | Hommes -67 kg             | Vladimir Kuzmin |
| Nage avec palmes        | Femmes - 200 m surface    | Ekaterina Mikhaylushkina |
| Sumo                    | Femmes - Poids lourds     | Olga Davydko |
| Sumo                    | Hommes - Open             | Batyr Altyev |
| Trampoline              | Femmes - Tumbling         | Anna Korobeinikova |

### Bronze
| Sport                                      | Discipline              | Sportifs                                                                          |
| Médaille de bronze : 14 (+1 démonstration) |                         |                                                                                   |
| Course d'orientation                       | Relais mixte            | Russie - Natalia Gemperle - Dmitry Tsvetkov - Andrey Khramov - Galina Vinogradova |
| Escalade                                   | Femmes - Vitesse        | Anna Tsyganova (es)                                                               |
| Escalade                                   | Hommes - Bloc           | Alexey Rubtsov                                                                    |
| Escalade                                   | Hommes - Vitesse        | Stanislav Kokorin                                                                 |
| Gymnastique rythmique                      | Massues                 | Arina Averina                                                                     |
| Ju-jitsu                                   | Hommes - Ne-waza -85 kg | Abdulbari Guseinov                                                                |
| Ju-jitsu                                   | Hommes - Ne-waza +94 kg | Aleksandr Sak                                                                     |
| Muay-thaï                                  | Hommes -54 kg           | Aslanbek Zikreev (en)                                                             |
| Muay-thaï                                  | Hommes -75 kg           | Ivan Grigorev                                                                     |
| Nage avec palmes                           | Femmes - 100 m surface  | Anna Ber                                                                          |
| Nage avec palmes                           | Hommes - 100 m surface  | Pavel Kabanov (ru)                                                                |
| Nage avec palmes                           | Hommes - 200 m surface  | Dmitrii Kokorev                                                                   |
| Sumo                                       | Femmes - Open           | Olga Davydko                                                                      |
| Trampoline                                 | Hommes - Tumbling       | Maxim Shlyakin (en)                                                               |
| Kick-boxing (dem.)                         | Hommes 75 kg            | Datsi Datsiev                                                                     |